# Garrett Stubbs
Garrett Patrick Stubbs (San Diego, California, 26 de mayo de 1993), más conocido como Garrett Stubbs, es un jugador profesional estadounidense de béisbol que se desempeña en la posición de cácher en Philadelphia Phillies, equipo de las Grandes Ligas de Béisbol (MLB).

## Carrera
Stubbs hizo su debut en la MLB con el equipo Houston Astros, en el cual jugó tres temporadas (2019-2021), después pasó a Philadelphia Phillies, donde lleva jugando tres temporadas.